# Cartoon Network (Itália)
Cartoon Network Itália é um canal de televisão por assinatura italiano, dedicado ao público infantil, foi fundado na Itália em 31 de julho de 1996. O serviço timeshift, chamado Cartoon Network +1 foi lançado em 31 de julho de 2003 que exibe a programação do Cartoon Network uma hora depois.

## História
O canal foi lançado pela primeira vez no pacote de canais de satélite da Tele+ e Stream TV. Atualmente faz parte da Sky Itália, que em 2003 juntou as duas plataformas de satélite, e (depois ter cessado 40% da capacidade de transmissão para a multiplex nacional, se classificando à 6º posição, em 8 de dezembro de 2008 a Mediaset Premium adquiriu o Cartoon Network para transmiti-lo no pacote Premium Bambini.
No final de 2013, o Cartoon Network italiano ainda não tinha alterado a sua relação de aspecto de imagem, e lançado um sub feed HD, ao contrario de seus rivais Disney Channel (tendo um canal em HD e em 16:9) e Nickelodeon (que também adquiriu 16:9 em 9 de setembro de 2013).                                                                           
Mas, desde de 16 de setembro de 2015, o canal é exibido em 16:9                                                                          
Em 2016, o Cartoon Network lançou um sub feed em HD, com agora a Nickelodeon ficando atrás dos 3, cujo essa ainda não lançou um sub feed em HD                                                                          

## Logo
Do primeiro logo ao segundo sempre ficou na parte direita superior. O terceiro foi movido para o canto direito inferior, até 3 de fevereiro de 2015, que mudou o logo para o canto superior direito. Em junho de 2017 o canal passou, secundáriamente, a usar a versão portuguesa da era Dimensional.

Primeiro logo histórico do Cartoon Network utilizado desde 31 de julho de 1996 até 11 de setembro de 2006.
O antigo logo do Cartoon Network utilizado desde 2006 até 28 de novembro de 2010.
O logo atual do Cartoon Network, que é utilizado desde 29 de novembro de 2010.